# پی‌یر گاسندی
پیر گاسندی (فرانسوی: Pierre Gassendi‎؛ زاده ۲۲ ژانویهٔ ۱۵۹۲، درگذشته ۲۴ اکتبر ۱۶۵۵) یک فیلسوف، ریاضی‌دان، و ستاره‌شناس اهل فرانسه بود. وی در مقطعی مدرس مولیر بود.
وی در سلک روحانیان بود و مشرب مادیون داشت. چنانچه او را مشهورترین لیبرتین قرن هفدهم خواندند. وی هوادار حکیم و فیلسوف یونانی اپیکور بود و سعی داشت که این اصول را با مبانی مذهب مسیحیت منطبق سازد و رفته‌ رفته بنیان‌گذار مسلکی گردید که آن را احساس‌گرایی یا سانسوالیسم خواندند که طرفداران آن معتقدند که همهٔ افکار و اخلاق انسانی ناشی از حواس پنج‌گانه است و مشهورترین کسی که در این طریقه مجاهدت نموده و دارای آثار معروفی است، کندیاک است.
اصول وی مخالف افکار و عقاید دکارت بوده و از بعضی جهات مشابه خیام است. او با دکارت فیلسوف معاصر خود بر سر امکان معرفت یقینی درگیر شد. او «دانش بر پایهٔ خرد» مورد ادّعای دکارت را رد کرد و چنین اظهار داشت که تمامی دانش‌ها باید با حواس آغاز شوند. شناخته‌شده‌ترین پروژهٔ فکری او تلاش برای آشتی دادن اتمیسمِ اپیکوری با مسیحیت بود.
او مخالف گوشت‌خواری و مدافع سرسخت گیاه‌خواری بود. گاسندی با استدلال‌هایی از پزشکی، تاریخ و کتاب مقدّس از ادّعای خود مبنی بر گیاه‌خواری حمایت کرد. او با الهام از گیاه‌خواران نوافلاطونی و متفکّران اوّلیّهٔ مسیحی، گیاه‌خواری را با آموزه‌های مسیحیت هماهنگ ساخت و بر جاودانگی روح تأکید کرد.